# Arteră axilară
Artera axilară este un vas de sânge mare care transportă sângele oxigenat către aspectul lateral al toracelui, axilă (subsoară) și membrul superior. Originea sa se află la marginea laterală a primei coaste, înaintea căreia se numește artera subclaviculară.
După trecerea marginii inferioare a mușchiului rotund mare devine artera brahială.

## Anatomie
Artera axilară este adesea menționată ca având trei părți, aceste diviziuni se bazează pe locația sa față de mușchiul mic pectoral, care este superficial pentru arteră.
- Prima parte - partea arterei superioare pectoralului mic;
- A doua parte - partea arterei posterioare pectoralului mic;
- A treia parte - partea arterei inferioară pectoralului mic.

### Relația cu nervii și venele
Artera axilară este însoțită de vena axilară, care se află medial pe arteră, de-a lungul lungimii sale.
În axilă, artera axilară este înconjurată de plexul brahial. A doua parte a arterei axilare este referința pentru descrierile de locație ale terminațiilor din plexul brahial. De exemplu, cordonul posterior al plexului brahial este denumit astfel deoarece se află posterior de a doua parte a arterei.

### Ramuri

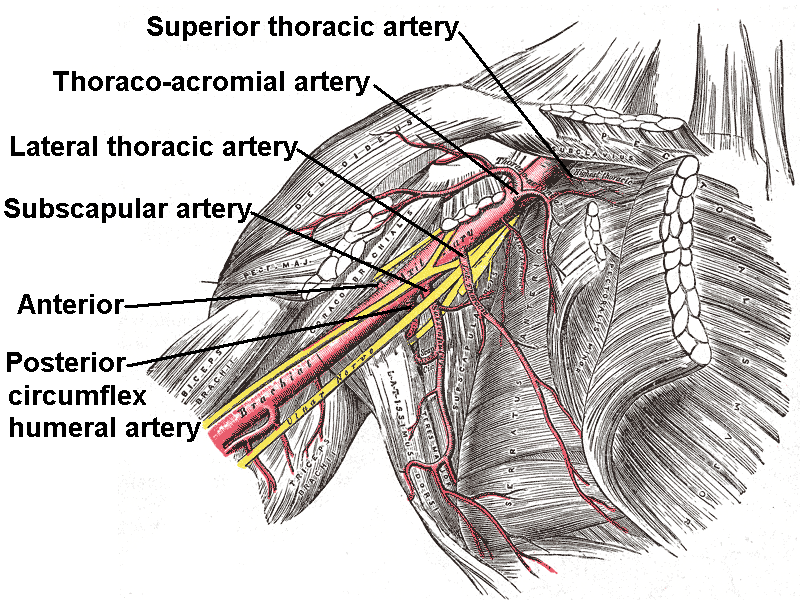
Ramuri ale arterei axilare

Artera axilară are mai multe ramuri mai mici. Ramurile pot fi amintite, în ordine, atunci când pleacă de la inimă, cu mnemonica: „Screw The Lawyers Save A Pacient”, „Summertime: The Lakers Schedule Another Parade”, „Sixties Teens Love Sex And Pot” sau „She Tastes” Ca dulceața de mere dulci."  Originea acestor ramuri este foarte variabilă (de exemplu, arterele circumflexe posteroară și anterioară au adesea un trunchi comun). O ramură arterială este numită după traseul său, nu pentru originea sa.
- Prima parte (1 ramură)
  - arteră superioară toracică(artera toracică supremă)
- A doua parte (2 ramuri)
  - arteră toracoacromială
  - arteră toracică laterală. Dacă artera toracică laterală nu se ramifică din artera axilară, cel mai probabil se va ramifica din următoarele (în ordinea probabilității): (1) toracoacromial, (2) a treia parte a arterei axilare, (3) artera suprascapulară, (4) artera subscapulară.
- A treia parte (3 ramuri)
  - arteră subscapulară;
  - arteră circumflexă humerală anterioară;
  - arteră circumflexă humerală posterioară.

Continuă ca artera brahială trecând de marginea inferioară a mușchiului rotund mare.

## Semnificație clinică
Artera axilară poate fi prinsă în siguranță fără a pune în pericol brațul, dar numai într-o locație proximală de originea arterei subscapulare (și distală de trunchiul tirocervical al arterei subclaviculare). Rețeaua anastomotică care înconjoară scapula oferă o cale alternativă pentru circulația colaterală către braț de la artere, inclusiv artera scapulară dorsală și artera suprascapulară.
Artera axilară dreaptă este adesea utilizată ca loc de canulație arterială în chirurgia cardiacă, în special pentru repararea disecției aortice și înlocuirea aortei ascendente și a arcului aortic.

## Imagini suplimentare

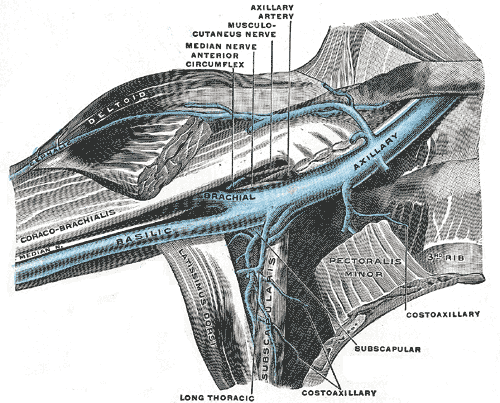
Venele axilei drepte, privite din față.
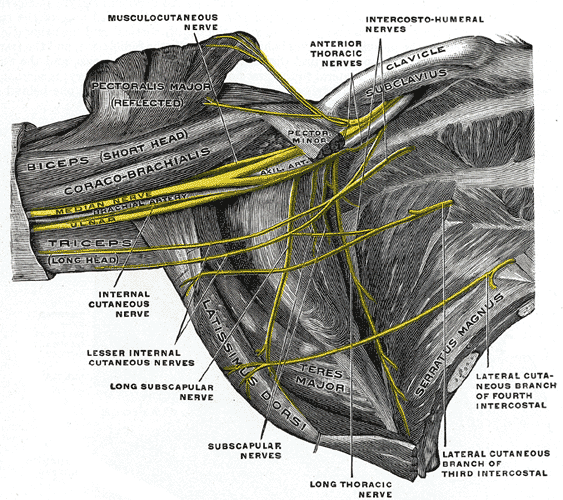
Plexul brahial drept (porțiune infraclaviculară) în fosa axilară; privit de jos și în față.
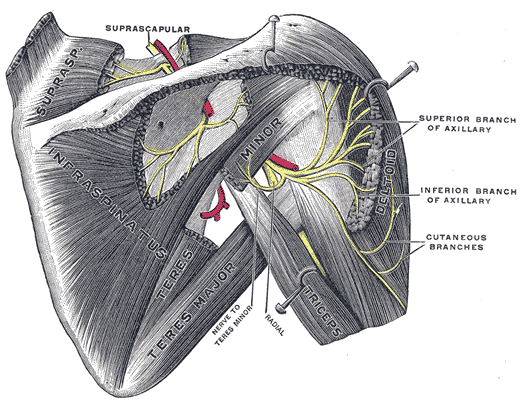
Nervii suprascapulari și axilari din partea dreaptă, văzuți din spate.
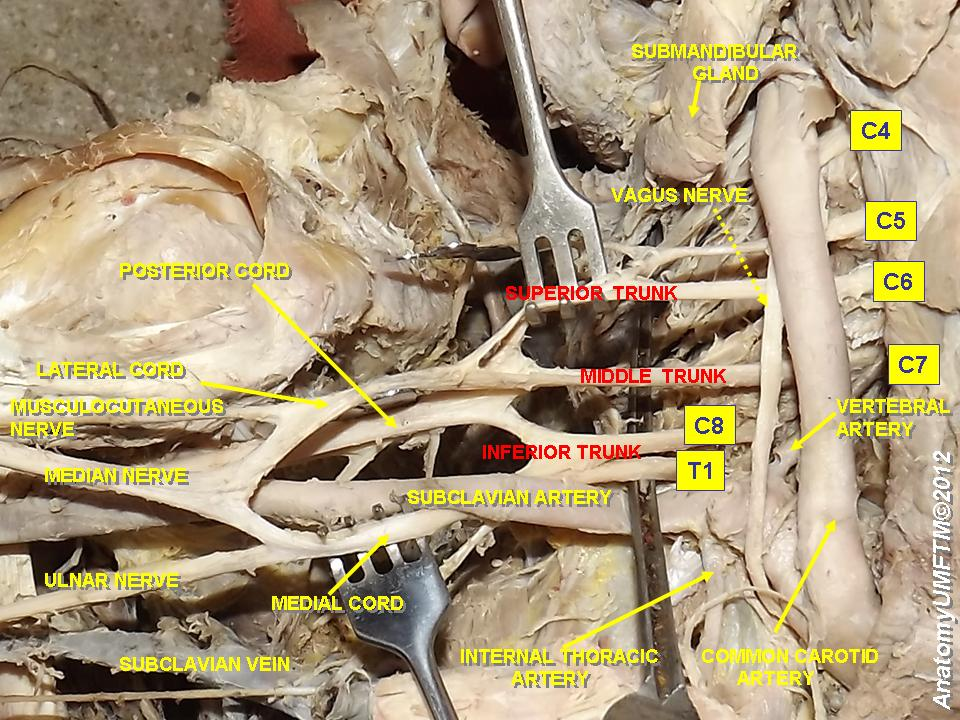
Plexul brahial și artera axilară
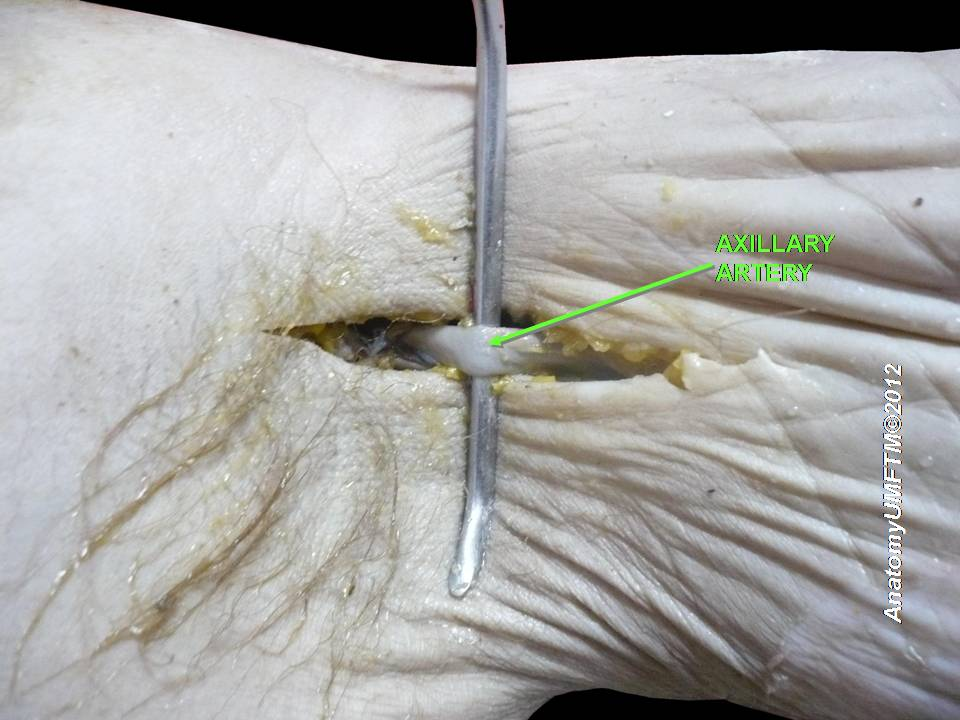
Artera axilara
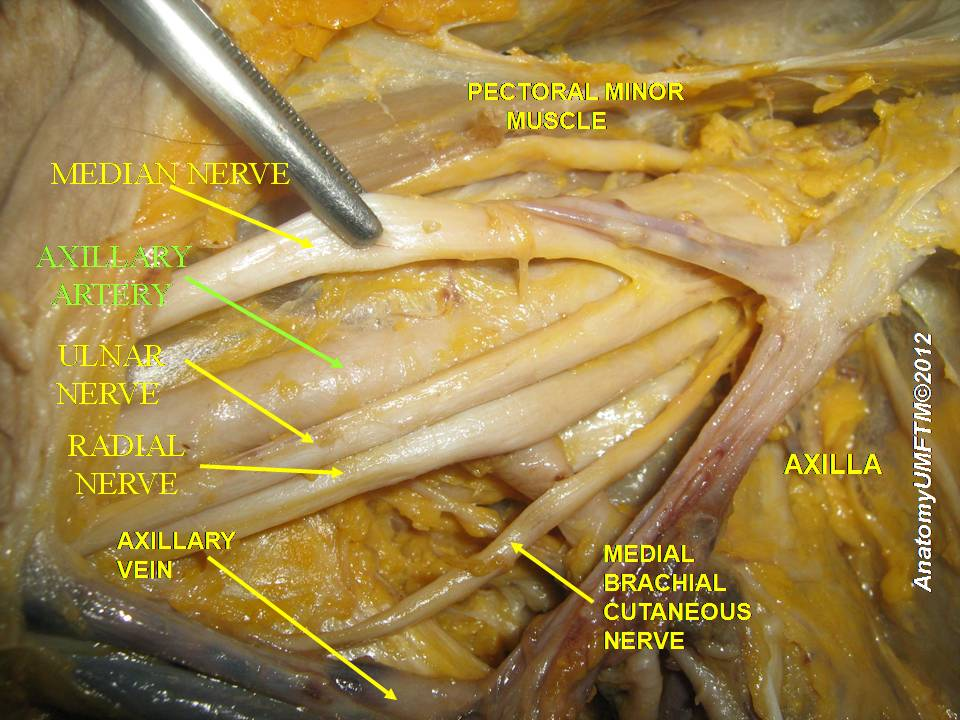
Artera axilara
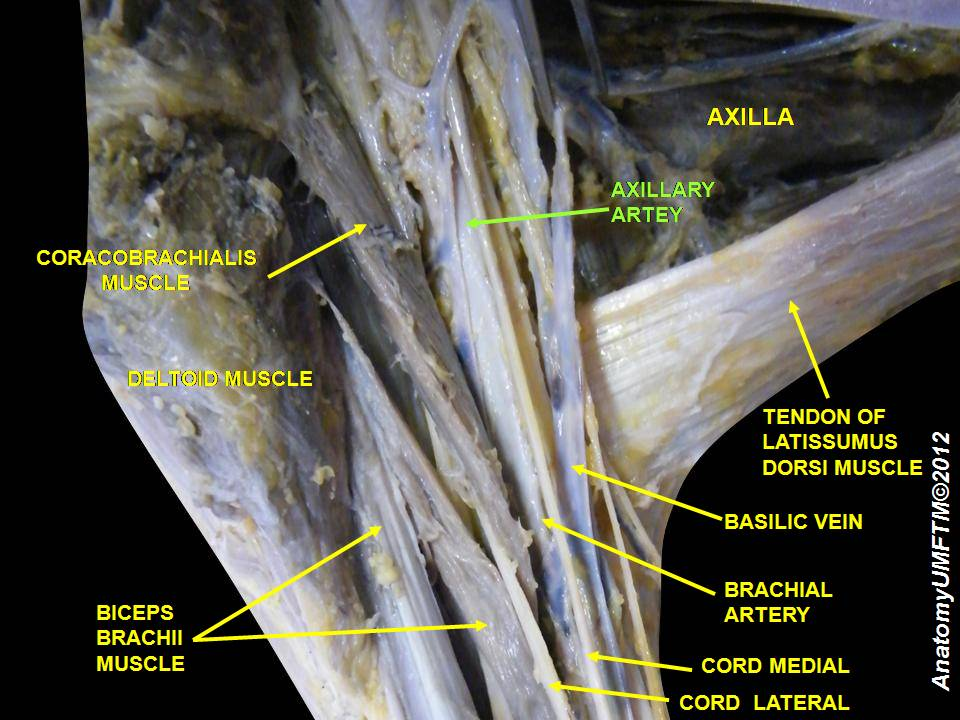
Artera axilara
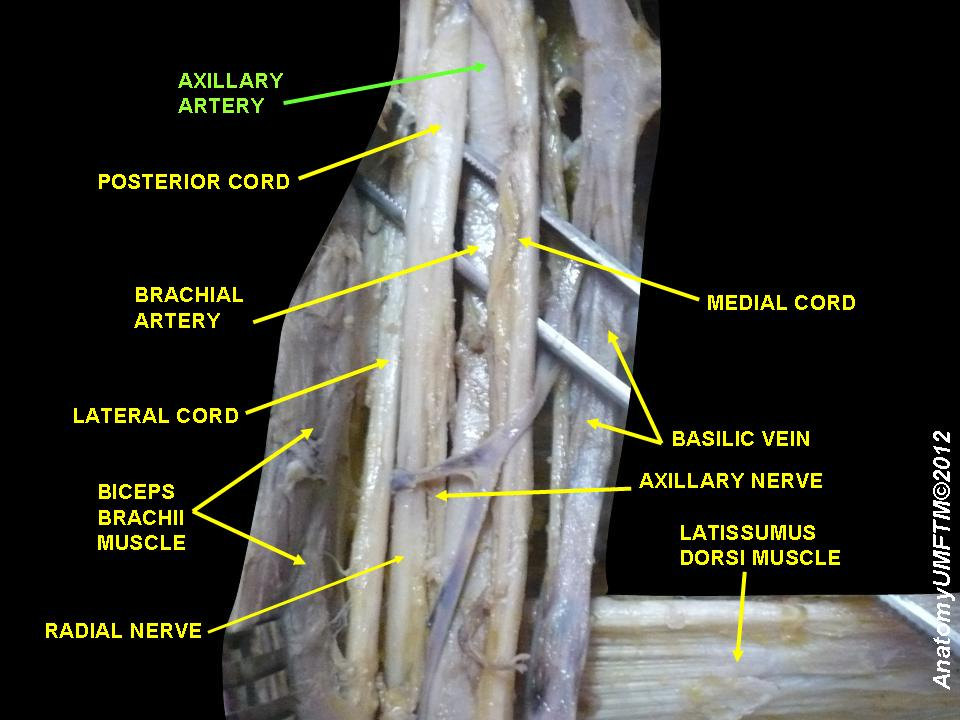
Artera axilara
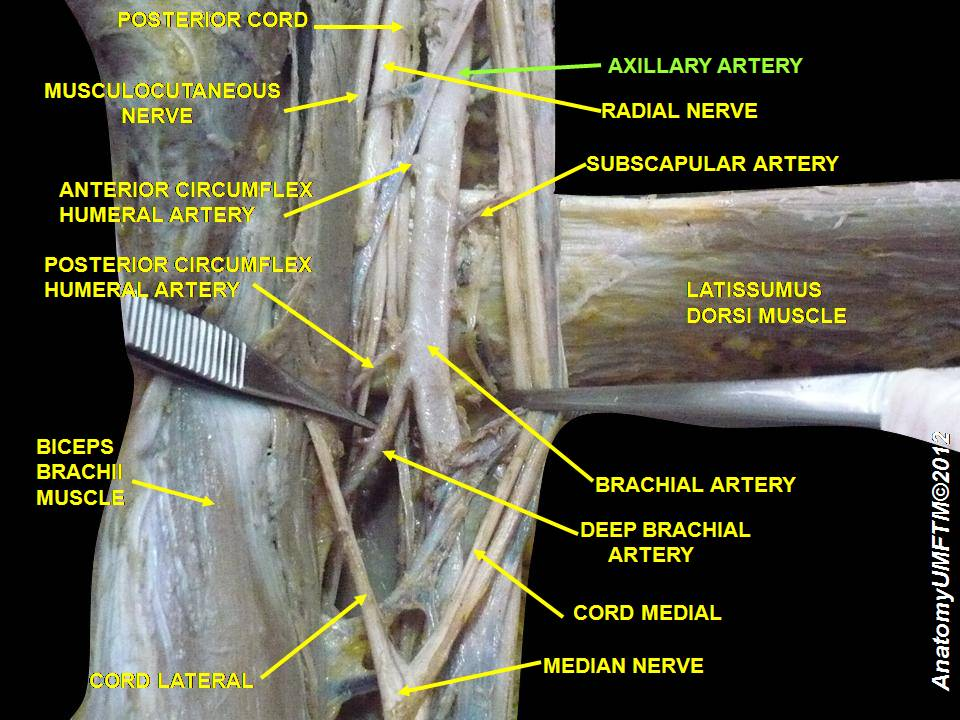
Artera axilara
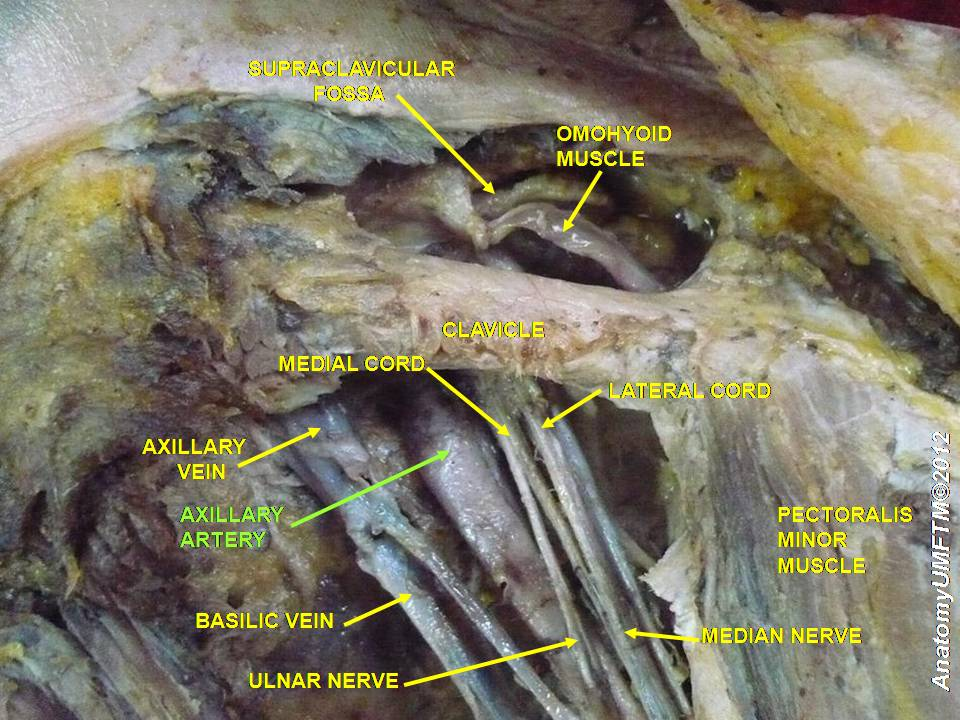
Artera axilara